# Gaurax varihalteratus
Gaurax varihalteratus är en tvåvingeart som först beskrevs av Malloch 1913.  Gaurax varihalteratus ingår i släktet Gaurax och familjen fritflugor. Inga underarter finns listade i Catalogue of Life.